# SATA Air Açores

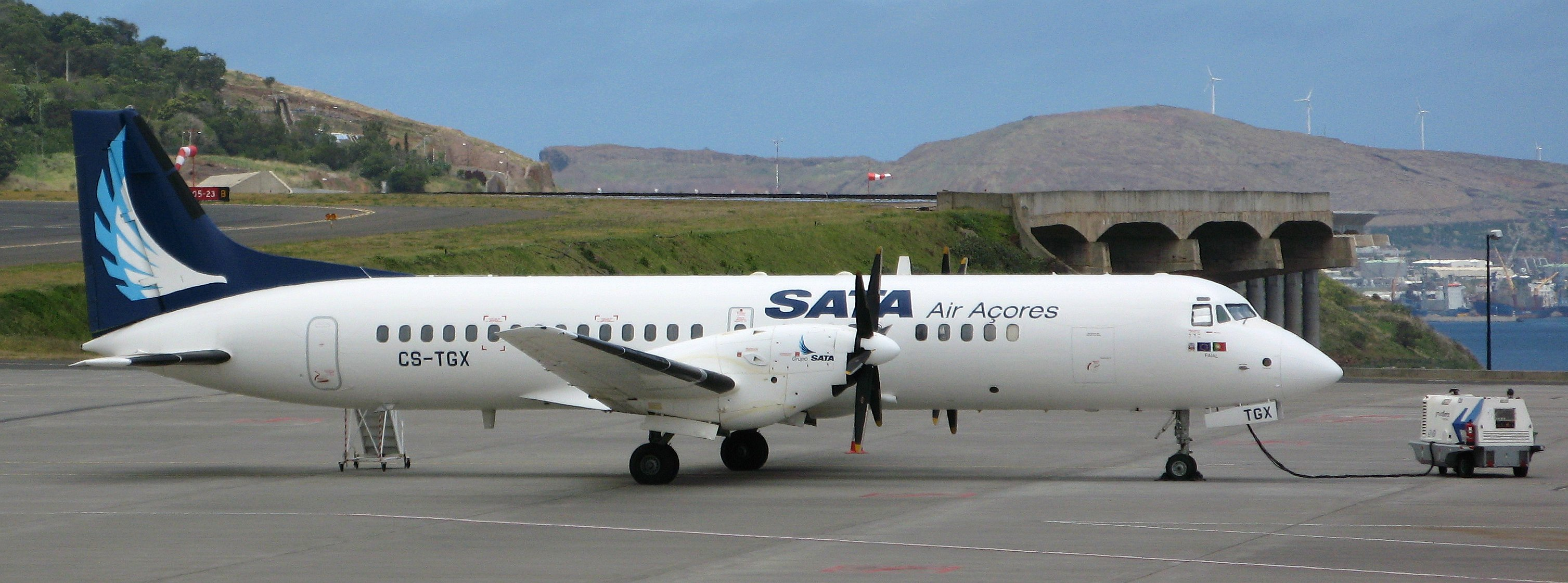
BAe ATP авиакомпании SATA Air Açores в Международном аэропорту Мадейры, 2008 год

SATA Air Açores — португальская авиакомпания со штаб-квартирой в городе Понта-Делгада (Азорские острова), работающая на рынке регулярных пассажирских, грузовых и почтовых авиаперевозок в аэропортах Азорских островов. Компания также занимается техническим и сервисным обслуживанием воздушных судов.
Портом приписки авиакомпании и её главным транзитным узлом (хабом) является Аэропорт имени Иоанна Павла II в Понта-Делгада.

## История
21 августа 1941 году группа инвесторов, состоявшая из бизнесменов Аугусто Ребело Арруда, Хосе Бансауде, Аугусто д’Атейде, Корте Риал Суареса ди Альбергария, Альбано-ди-Фрейста да Сильвы, в партнёрстве с возглавляемой Антонио де Медейрос-и-Альмейда коммерческой компанией «Bensaúde & Co. Lda» образовали авиационную компанию «Sociedade Açoreana de Estudos Aeréas Lda». Основными целями авиаперевозчика определялись пассажирские и грузовые рейсы с аэродромов Азорских островов в аэропорты континентальной части Португалии. Первый рейс перевозчика из Аэропорта Санта-Мария состоялся в июне 1947 года на двухмоторном самолёте Beechcraft.
15 сентября 1947 года Аугусто Ребело Арруда передал свою долю учредителя в компанию «Bensaúde & Co. Lda». В конце 1940-х годов правительство Португалии заключило с авиакомпанией контракт на перевозку почтовой корреспонденции, грузов и обеспечение регулярных пассажирских перевозок между аэропортами островов Сан-Мигела, Терсейра, Санта-Мария и континентальной частью страны. 23 мая 1948 года авиакомпания приобрела два самолёта de Havilland Dove 104. В 1969 году аэропорт Нордела, который впоследствии будет переименован в Аэропорт имени Иоанна Павла II, стал базовым портом для авиакомпании SATA Air Açores. Спустя три года флагманский перевозчик страны TAP Air Portugal открыл регулярное пассажирское авиасообщение между Лиссабоном и Понта-Делгада, первый рейс компании на данном маршруте был выполнен 24 августа 1971 года.
В 1976 году военно-воздушные силы Португалии передали в SATA Air Açores два самолёта Douglas DC-6, весьма пригодившиеся перевозчику во время забастовки работников TAP Portugal, в ходе которой SATA Air Açores существенно расширила собственную маршрутную сеть регулярных перевозок и увеличила количество ежедневных рейсов в аэропорт Лиссабона. 14 апреля 1977 года авиакомпания чествовала своего первого миллионного пассажира.
Первоначально авиакомпания создавалась в качестве акционерного частного перевозчика, однако к 1980 году перешла в собственность государственного управления под флагом национальной авиакомпании TAP Air Portugal.
11 декабря 1999 года в 9:20 утра Рейс 530M авиакомпании SATA Air Açores, следовавший из Понта-Делгада на остров Флориш потерпел крушение, столкнувшись с пиком Эшперанса на острове Сан-Жоржи, в результате которого погибли все пассажиры и члены экипажа (всего 35 человек).

## Маршрутная сеть
По состоянию на февраль 2010 года маршрутная сеть авиакомпании SATA Air Açores состояла из следующих пунктов назначения:
- Корву — Аэропорт Корву
- Фару — Аэропорт Фару
- Флориш — Аэропорт Флориш
- Фуншал — Международный аэропорт Мадейры
- Грасиоза — Аэропорт Грасиоза
- Гран-Канария — Аэропорт Лас-Пальмас
- Орта — Аэропорт Орта
- Пику — Аэропорт Пику
- Понта-Делгада — Аэропорт имени Иоанна Павла II
- Порту-Санту — Аэропорт Порту-Санту
- Санта-Мария — Аэропорт Санта-Мария
- Сан-Жоржи — Аэропорт Сан-Жоржи
- Терсейра — Аэропорт Лажеш-Филд
- Тенерифе — Аэропорт Тенерифе Южный

## Флот
По состоянию на 17 января 2014 года воздушный флот авиакомпании SATA Air Açores состоял из следующих самолётов: